# مایکل لدین
مایکل آرتور لدین (انگلیسی: Michael Arthur Ledeen; متولد ۴ مرداد ۱۳۲۰ در لوس آنجلس، آمریکا)، مورخ، فیلسوف، خبرنگار، نویسنده و تحلیل‌گرسیاست خارجی نومحافظه‌کار آمریکایی است که در دوره‌های مختلف به عنوان مشاور در شورای امنیت ملی و وزارت امور خارجه ایالات متحده آمریکا خدمت کرده‌است. او به مدت بیست سال کرسی محقق آزادی را در مؤسسه نومحافظه‌کار امریکن انترپرایز دراختیار خود داشت. لدین هم‌اکنون در جایگاهی مشابه، در بنیاد دفاع از دمکراسی‌ها مشغول به کار است.خصومت این تاریخ‌نگار با نفوذ آمریکایی با ایران به حدی است که روزنامه «نیویورک‌تایمز» سال ۲۰۰۷ نوشت از نظر او «مقصر هر چیزی نهایتاً ایران است.»

## سابقه دانشگاهی
مایکل لدین دانش‌آموخته در مقطع دکترا رشته تاریخ و فلسفه، از دانشگاه ویسکانسین-مدیسن است. او موضوع رساله دکترا خود را فاشیسم جهانی انتخاب کرده و آن را زیر نظر مورخ مشهور چپ‌گرای آمریکایی آلمانیتبار، جُرج لاخمان موس ارائه داد. این رساله در سال ۱۹۷۲ در قالب کتابی با عنوان فاشیزم جهانی: فاشیزم بین‌الملل از تئوری تا عمل، ۱۹۲۸–۱۹۳۶ به چاپ رسید. این کتاب در نوع خود اولین تحقیق دربارهٔ عملکرد بنیتو موسولینی، رهبر ایتالیای فاشیست طی دوران جنگ جهانی دوم در خلال دهه بیست میلادی محسوب می‌شد. لدین پس از ترک دانشگاه ویسکانسین-مدیسن، در دانشگاه واشینگتن در سن‌لوئیس مشغول تدریس شد. اما مدتی بعد، هیئت علمی دانشگاه شبهاتی را در خصوص منابع تأمین کننده هزینه تحصیل مایکل لدین مطرح کرده و در مواردی هم او را به استفاده از محتوی علمی بدون ذکر منبع متهم کردند. هرچند برخی این شبهات ایجاد شده را ناشی از نوعی بی نظمی در شیوه کار لدین می‌دانستند، با این وجود ادامه کار او با رای منفی مواجه شده و لدین دانشگاه واشینگتن در سن‌لوئیس به مقصد ایتالیا و شهر رم ترک کرد. او در این شهر به عنوان خبرنگار و استاد مدعو در دانشگاه ساپینزا رم مشغول به کار شد. لدین در این دانشگاه، با همکاری مورخ ایتالیایی رنزو د فلیس، مطالعاتی را در خصوص تفاوت‌های یک نظام فاشیست با یک جنبش فاشیست صورت داد. مایکل لدین دیدگاه‌های سیاسی خود را تحت عنوان ضرورت مبارزه با قدرت دولت متمرکز و مرکزیت آزادی‌های بشری  با مطالعه در خصوص فاشیسمایتالیا و مواردی همچون ماجرای تصرف بندر رییکا توسط نیروهای الحاق‌گرای ایتالیایی به رهبری گابریله دانونزیو، به عنوان نمونه‌ای ابتدایی از بنیتو موسولینی توسعه بخشید. لدین در دوره منتهی به انتخابات ریاست‌جمهوری ایالات متحده آمریکا در سال ۱۹۸۰، با همکاری آرنود د بورچگراو مجموعه مقاله‌ای را در هفته نامه نیو ریپابلیک به چاپ رساند. او درجایی دیگر دربارهٔ ارتباط بیلی کارتر، برادر جیمی کارتر رئیس‌جمهور وقت ایالات متحده آمریکا با معمر قذافی، رهبر انقلاب لیبی در کمیته فرعی مجلس سنای آمریکا شهادت داده و گفته بود که بیلی کارتر رئیس سازمان آزادی‌بخش فلسطین، یاسر عرفات را ملاقات کرده و به وی پول پرداخت کرده‌است. حمایت از فعالان و مخالفان سیاسی، ازجمله ایرانیانِ مخالفِ جمهوری اسلامی و تلاش برای برپایی ائتلاف دموکراسی در ایران ازجمله فعالیت‌های مایکل لدین است.

## فعالیت در ایتالیا
مایکل لدین در سال ۱۹۸۰ تحت عنوان متخصص ارزیابی احتمال خطر و همچنین مشاوره در خصوص موارد استرداد بین ایتالیا و ایالات متحده آمریکا در اداره اطلاعات نظامی ایتالیا مشغول به کار شد. طرح تئوری توطئه موسوم به تماس بلغاری، مرتبط با اقدام محمدعلی آغجا، عضو گروه نوفاشیستی گرگ‌های خاکستری برای ترور پاپ ژان پل دوم در ۱۳ مه ۱۹۸۱ در میدان سن پیترو واتیکان ازجمله اقدامات لدین بود. تئوری توطئه تماس بلغاری ابتدا از سوی بسیاری، ازجمله روزنامه‌نگار واشینگتن پست، مایکل دابز مورد حمله قرار گرفت. اما در سال ۲۰۰۵ از سوی کمیسیون میتروخین ایتالیا پذیرفته شد. به گفته روزنامه‌نگار و نویسنده آمریکایی کریگ آنگر، ورود رونالد ریگان به کاخ سفید که از آن با عنوان تماس بلغاری یاد شده، زمینه را برای تبلیغات سیاسی در دوران جنگ سرد فراهم کرد. موضوعی که مایکل لدین به به‌کارگیری آن در انواع رسانه‌ها به شدت معتقد بود.

## فعالیت در آمریکا
در ابتدای ۱۹۸۰، مایکل لدین به همراه مدیر سابق سازمان سیا ویلیام کلبی، نویسنده کلر استرلینگ و سردبیر سابق نیوزویک آرنود د بورچگراو در کمیته فرعی تازه تأسیس امنیت و تروریسم در مجلس سنای ایالات متحده آمریکا حاضر شده و شهادت داد که اتحاد جماهیر شوروی حامی مالی، الهام بخش و تعلیم دهنده تروریسم است. در آن زمان هم مایکل لدین و هم آرنود د بورچگراو هر دو در مرکز مطالعات استراتژیک و بین‌المللی دانشگاه جرج‌تاون فعالیت می‌کردند. لدین در ماجرای ایران کنترا به عنوان مشاور امنیت ملی رابرت سی مک فارلین حضور داشته و با اشخاصی همچون منوچهر قربانی‌فر و شیمون پرز نخست‌وزیر اسرائیل ملاقات کرد. در این میان لدین با برخی از مقامات وزارت خارجه اسرائیل و سازمان اطلاعات مرکزی این کشور که در خصوص ترتیب دادن دیدارها با مقام‌های اشد ایران برای تبادل سلاح درگیر بوده یا در موضوع مذاکره با حزب‌الله لبنان برای آزادی گروگانها دخالت داشتند نیز دیدار کرده بود.

## در کلام سید علی خامنه‌ای
سید علی خامنه‌ای، رهبر جمهوری اسلامی ایران، در سخنرانی خود در تاریخ ۱۹ دی سال ۱۳۹۹ش، به یکی از نظرات وی اشاره کرده است.
به نقل خبرگزاری فارس، در صفحه ۵۲ کتاب «سیاست‌های ریاست‌جمهوری و مسیر جنگ دوم عراق» ویرایش «جان دیویس»، که در سال ۲۰۰۶ میلادی منتشر شده، نقل قولی که سید علی خامنه‌ای از لدین کرده، آمده است.
اشاره سید علی خامنه‌ای به این بخش از نقل قول او بوده است: «ما به دنبال ثبات در ایران، عراق، سوریه، لبنان و حتی عربستان سعودی نیستیم؛ ما می‌خواهیم چیزها تغییر کنند. مسئله این نیست که آیا این بی‌ثباتی باید ایجاد شود یا خیر؛ بلکه این است که چطور باید آن را ایجاد کرد.»